# Козаренко Роман Вікторович
Рома́н Ві́кторович Козаренко (16 червня 1994 — 8 серпня 2014) — старший солдат Збройних сил України, учасник російсько-української війни.

## Життєвий шлях
Народився 1994 року в селі Кам'янка (Ємільчинський район, Житомирська область). З 2002 проживав в селі Бехи, де закінчив 9 класів Бехівської ЗОШ, по тому учився в Васьковицькій ЗОШ, котру закінчив 2010-го. Навчався в Козятинському ПТУ, 2012 року призваний до лав ЗСУ. Восени 2013-го демобілізувався.
У часі війни мобілізований в березні 2014-го, водій, 30-та окрема механізована бригада.
Загинув 8 серпня 2014-го на дорозі біля села Маринівка — рухалися у машині «Урал» разом з солдатом Олександром Закусилом. Тоді військова колона рушила із Степанівки до Маринівки для облаштування блокпосту, в кінці маршруту потрапила під обстріл російських збройних формувань. Роман згорів в «Уралі». В тому ж авті загинули Олександр Коростинський й Олександр Закусило, в БРДМі Юрій Макарчук.
Тіло Романа знайдено пошуковцями місії «Евакуація-200» («Чорний тюльпан») 4 вересня 2014-го на місці загибелі.
Похований в селі Кам'янка з військовими почестями 15 січня 2015 року.

## Нагороди та вшанування
За особисту мужність і героїзм, виявлені у захисті державного суверенітету та територіальної цілісності України, вірність військовій присязі під час російсько-української війни, відзначений — нагороджений
- орденом «За мужність» III ступеня (посмертно)
- його портрет розміщений на меморіалі «Стіна пам'яті полеглих за Україну» у Києві: секція 2, ряд 9, місце 16.